# Culicoides atripennis
Culicoides atripennis är en tvåvingeart som beskrevs av Shevchenko 1972. Culicoides atripennis ingår i släktet Culicoides och familjen svidknott. Inga underarter finns listade i Catalogue of Life.